# Faja sagrada
La Faja Sagrada, también conocida como Faja de Tomás, Faja Sagrada de María, Santo Pronto, Zunoro y Cinturón Santo de  Santa María, es una reliquia de la Santísima Virgen María, que es una de las más importantes reliquias de la Iglesia Ortodoxa Siria y veneradas por las Iglesias ortodoxas orientales. La palabra "soonoro" también se traduce como "cinturón", "faja" o "fajín". Es el equivalente ortodoxo oriental de la Faja de Tomás en la iglesia occidental, y la Cincture of theotokosen la Iglesia Ortodoxa del Este, ahora ubicada en el Monte Athos.

## Tradición
Según la  tradición ortodoxa, la Virgen María murió en presencia de todos los apóstoles excepto Tomás, que estaba en la India. Regresó a Jerusalén y viajó por el cielo con la ayuda del Espíritu Santo para asistir a la asunción de María. Llegó tarde y visualizó que el cuerpo de María había sido tomado por los ángeles. Sufriendo de dudas en ese momento, Tomás le pidió a María que le diera una señal en su memoria, lo que causó que un carro se detuviera en el aire y que María le regalara su cinturón. Tomás mostró esta faja a otros discípulos de Jesús y los convenció. Tomó la faja, también conocida como zounoro, en sus viajes posteriores. Aquellos que creen en él afirman que muchos milagros han sucedido desde entonces como resultado de tocar o incluso ver esta faja. El incidente no está registrado en la Biblia.
La Faja Sagrada se saca anualmente el último día de la Cuaresma de 8 días en septiembre.[cita requerida]

## Historia

Su Eminencia Abun Mor Malatheos Barnabas, antiguo arzobispo de Homs y Hama, sosteniendo el Santo Cinturón de la Madre María

Santo Tomás Apóstol mantuvo el cinturón santo con el suyo. Después de su muerte en Mylapore, su cuerpo y sus reliquias fueron guardados en la India. En el año 394 d. C., la faja santa se trasladó de la India a Uraha y luego a Homs en Siria, donde fue colocada en la Iglesia del Sagrado Cinturón de Santa María, también conocida como la Iglesia de la Dama de la Faja. El jefe supremo, Ignacio Afrén I Barsoum, Patriarca de Antioquía, estudió los manuscritos y un libro garshuniano que contenía historias y discursos enviados por el pueblo de Homs en 1852. El arzobispo de Homs ordenó renovar la iglesia. El 20 de julio de 1953, la Faja Sagrada fue descubierta desde el altar de la iglesia por Barsoum en presencia de Alexandros, el obispo ortodoxo griego de Homs y está científicamente probada. Se considera una de las reliquias más importantes de la Iglesia Ortodoxa Siria.

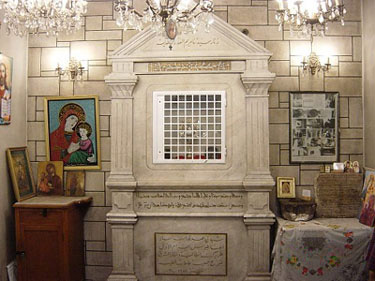
Iglesia de Santa María de la Faja sagrada

## Iglesia de Malankara
Algunas partes de la Faja Santa se distribuyen en la Iglesia ortodoxa de India. Las iglesias en las que se instala la reliquia son conocidas como la Iglesia de Soonoro. Estas incluyen:
- Kottayam Cheriapally Mahaedavaka (Iglesia Ortodoxa de Santa María, Kottayam, Kerala, India) perteneciente a la Diócesis Central de Kottayam de la Iglesia Ortodoxa de Malankara es la primera Iglesia en la India que tiene la Faja Santa María. La Santa Faja de Santa María fue colocada en Kottayam Cheriapally el 16 de enero de 1966 (domingo) por Baselios Augen I, el entonces Católico del Este y Metropolitano de Malankara. La Faja Santa se guarda para ser vista por el público en la iglesia cada año desde el 10 al 15 de agosto.

Icono del portal de la Cristiandad
- Iglesia de Manarcad - Iglesia Ortodoxa Jacobita Siria de Malankara, Centro Universal de Peregrinos Marianos
- Mor Ignathious Noorono Syrian Simhasana Church, mekkadampu
- Catedral Jacobita Siria Kundara - Diócesis de Kollam de Malankara Iglesia Ortodoxa Jacobita Siria
- Kothamangalam Valiya pally Malankara Jacobite Syriac Orthodox Church the Angamaly Jacobite Orthodox Diocese.[5]
- Mor Gregorios Catedral ortodoxa jacobita siria Mettuguda (Secunderabad)[4]
- Santa María Jacobita Siria Valiyapally
- Iglesia de Santa María Meenangadi - E.A.E Arquidiócesis de la Iglesia Ortodoxa Siria